# Masaco
Masaco es el nombre de un pastelillo tradicional de Bolivia.

## Características
El masaco es un platillo característico de las tierras bajas de Bolivia, su ingrediente principal es la yuca, aunque existe también el masaco de plátano, arroz y maíz, pueden combinarse con queso, charque o  carne de cerdo.
Suele consumirse acompañado de bebidas calientes tras la siesta.
La preparación tradicional se realizaba en tacú, aplastando la yuca, plátano o maíz ya cocido hasta formar una masa con trozos pequeños del alimento, actualmente existen preparaciones alternativas con otros tipos de mortero.
El masaco es uno de los característicos horneados que se preparan en la región.
El platillo es muy popular en la ciudad de Santa Cruz, donde se comercializa en pastelerías, calles, mercados y restaurantes de comida típica, reposterías de comida camba, también expenden este alimento en todo el territorio de Bolivia junto al cuñapé, zonzo y otros platillos de las regiones cálidas de Bolivia.

## Festivales gastronómicos
El platillo es tan popular que se desarrollan festivales donde se presentan variedades tradicionales y novedosas en las ciudades de Santa Cruz donde se realiza desde al menos 25 años y Trinidad.